# Правец 8Ц
Правец 8Ц је кућни рачунар фирме Правец који је почео да се производи у Бугарској током 1990. године.
Користио је CM630 (бугарски 6502 клон) микропроцесорску јединицу а RAM меморија рачунара је имала капацитет од 128 KB. 
Као оперативни систем кориштен је DOS 3.1, DOS 3.2, DOS 3.3, ProDOS.

## Детаљни подаци
Детаљнији подаци о рачунару 8C су дати у табели испод.
|                       |                                                                                |
| [ 1 ]                 |                                                                                |
| Произвођач            |                                                                                |
| Тип                   | кућни рачунар                                                                  |
| Меморија              | 128 KB                                                                         |
| Поријекло             | Бугарска                                                                       |
| Година                | 1990                                                                           |
| Тастатура             | Пуни помак 63 тастера - латинични и ћирилични знакови                          |
| Процесор              | (бугарски 6502 клон)                                                           |
| Фреквенција процесора | 1                                                                              |
| RAM                   | 128 KB                                                                         |
| ROM                   | 16 KB                                                                          |
| Текст                 | 40 или 80 знакова x 24 линије                                                  |
| Графика               | 40 x 48 (16 col) / 80 x 48 (16 col) / 280 x 160, 280 x 192, 560 x 192 (8 боја) |
| Боја                  | највише 16                                                                     |
| Звук                  | уграђени звучник                                                               |
| Димензије             | 40,7 (ширина) x 47 (дубина) x 8,8 (висина)                                     |
| Портови               |                                                                                |
| Оперативни систем     |                                                                                |